# Pulli (Sõmerpalu)
Pulli – wieś w Estonii, w prowincji Võru, w gminie Sõmerpalu.